# Szczelina za Płytą (Gorce)
Szczelina za Płytą – jaskinia, a właściwie schronisko, w Gorcach. Znajduje się na zachodnim zboczu południowego ramienia Kiczory, w Gorczańskim Parku Narodowym, we wsi Łopuszna, w gminie Nowy Targ, powiecie nowotarskim w województwie małopolskim.

## Opis jaskini
Jaskinia ma dwa otwory wejściowe położone w skałkach Turnice, w pobliżu Jaskini Goszczyńskiego, Przepastnej Jamy, Jaskini Łopuszańskiej, Jaskini Kiczorskiej i Tęczowej Jamy, na wysokości 1180 m n.p.m. Długość jaskini wynosi 10 metrów, a jej deniwelacja 5 metrów.
Jaskinię stanowi 3-metrowy korytarz zaczynający się w dużym otworze wejściowym. Odchodzi od niego 4-metrowa szczelina oraz kominek prowadzący do niewielkiego otworu drugiego.
Jaskinia jest typu osuwiskowego. Flory i fauny nie badano.
Jaskinia była prawdopodobnie znana od dawna. Jej pierwszy plan i opis sporządzili R. Dadel i T. Mleczek w 1998 roku.

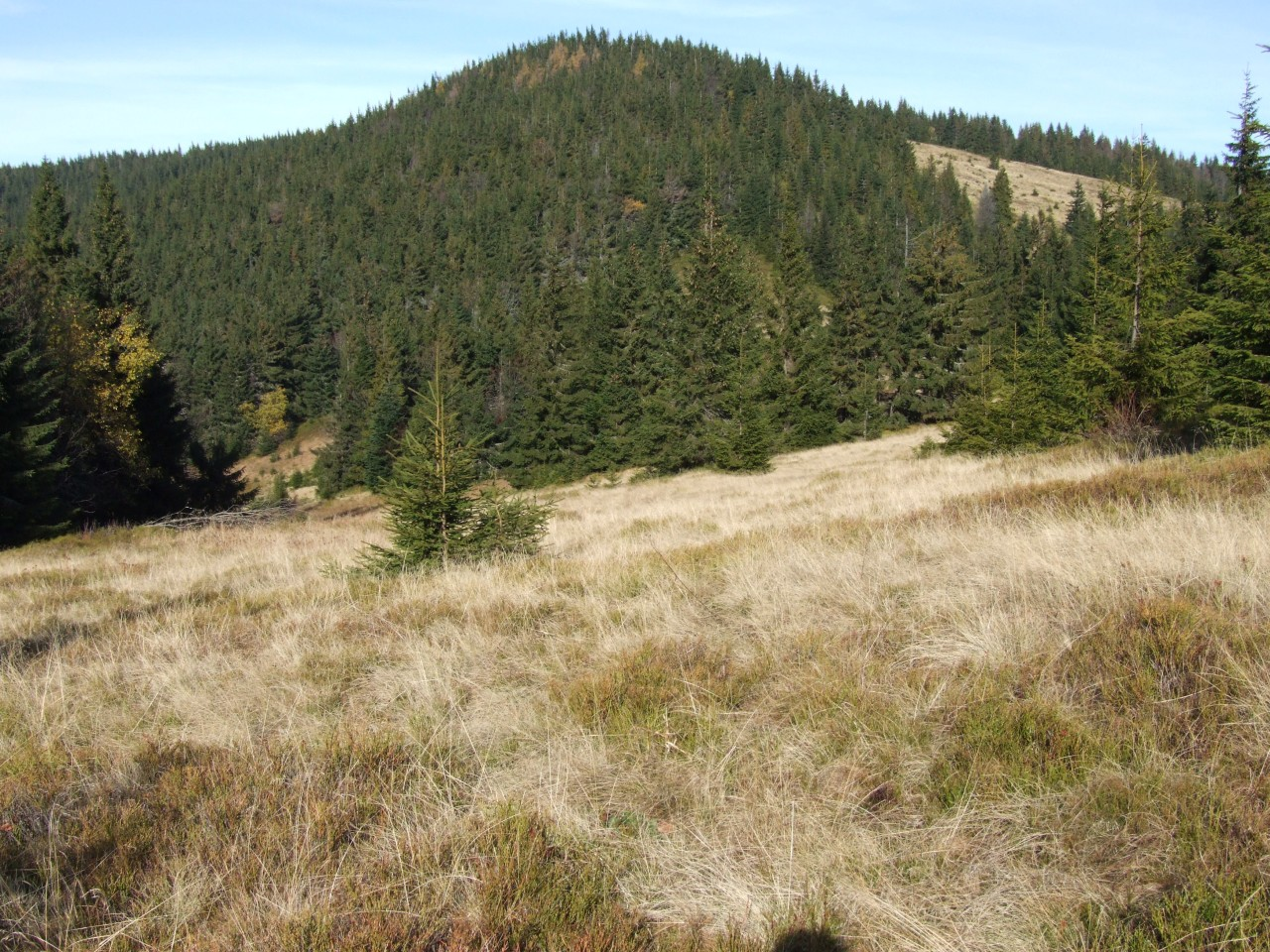
Kiczora